# Grimtjärnen
Grimtjärnen är en sjö i Storumans kommun i Lappland och ingår i Umeälvens huvudavrinningsområde. Sjön har en area på 0,13 kvadratkilometer och ligger 695,9 meter över havet.

## Delavrinningsområde
Grimtjärnen ingår i det delavrinningsområde (728987-145838) som SMHI kallar för Mynnar i Storbäcken. Medelhöjden är 695 meter över havet och ytan är 3,3 kvadratkilometer. Det finns inga avrinningsområden uppströms utan avrinningsområdet är högsta punkten. Vattendraget som avvattnar avrinningsområdet har biflödesordning 4, vilket innebär att vattnet flödar genom totalt 4 vattendrag innan det når havet efter 403 kilometer. Avrinningsområdet består mestadels av skog (75 procent) och kalfjäll (18 procent). Avrinningsområdet har 0,21 kvadratkilometer vattenytor vilket ger det en sjöprocent på 6,3 procent.